# SkyTrain Vancouver

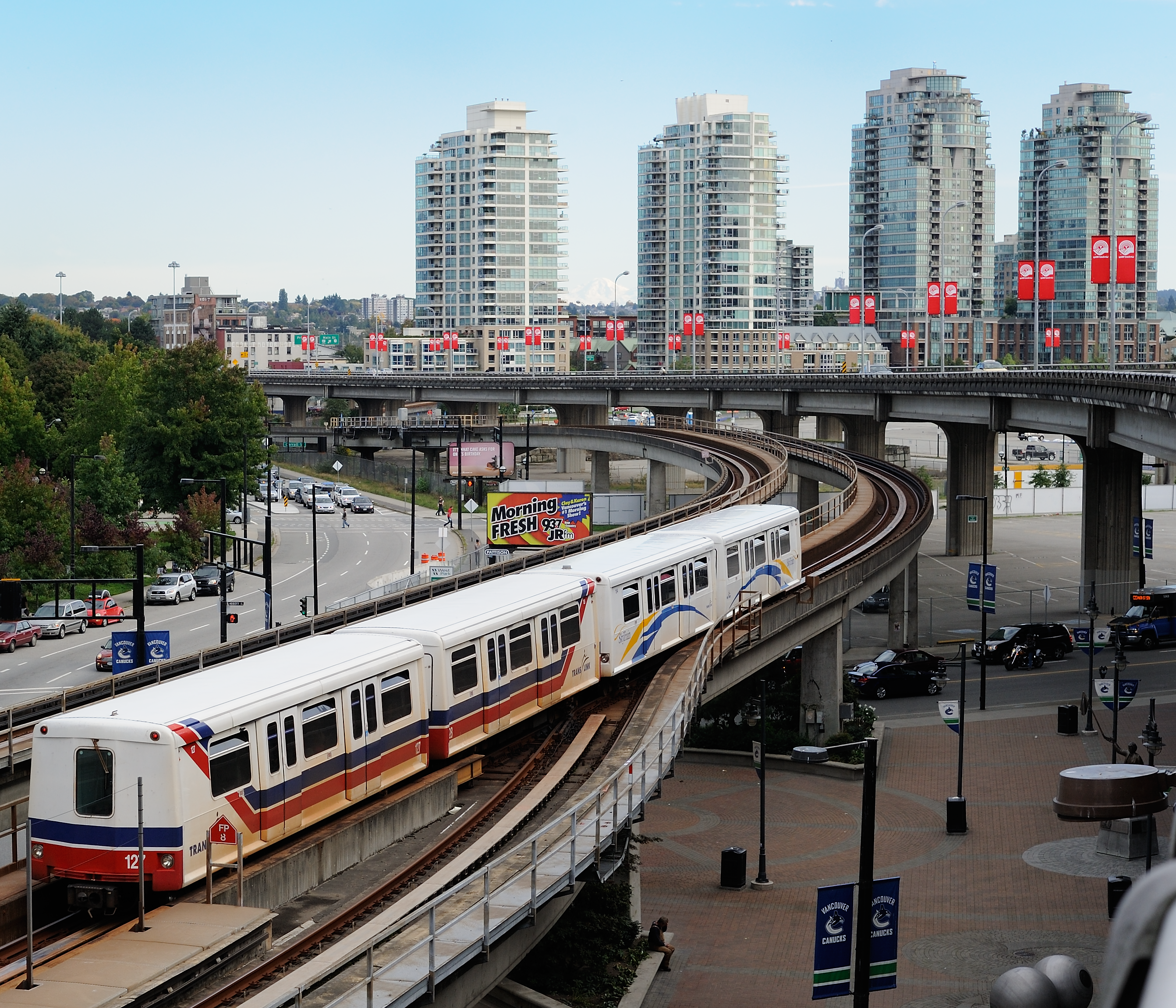
SkyTrain der Bauart MK I / Mark I bei der Ausfahrt aus der Station Stadium-Chinatown der Expo Line, mittig in den Gleisen der Ständer des Linearmotors, der dem Stator einer rotierenden Maschine entspricht, 2013

Der Vancouver SkyTrain ist die fahrerlose U-Bahn der Region Greater Vancouver. Die erste Strecke wurde am 3. Januar 1986 im Hinblick auf die Weltausstellung Expo 86 eröffnet. Der Name (übersetzt Himmelszug) bezieht sich auf die überwiegend als Hochbahn realisierte Bauweise des SkyTrain-Netzes. Mit 48 Stationen und einer Länge von 68,8 Kilometern war der SkyTrain das längste automatische Transportsystem der Welt, bis die Dubai Metro am 9. September 2011 eine größere Streckenlänge erreichte. Die Expo Line und die Millennium Line erschließen neben dem Stadtzentrum auch die östlichen Vororte Burnaby, New Westminster und Surrey. Die 2009 im Hinblick auf die Olympischen Winterspiele 2010 eröffnete Canada Line (Hellblaue Linie) führt vom Stadtzentrum südwärts nach Richmond und zum Vancouver International Airport. Die Züge der Expo Line und der Millennium Line werden mittels Linearmotor angetrieben, während auf der neueren Canada Line Züge mit konventionellem Antrieb verkehren.

## Liniennetz
| Linie           | Strecke                                            | Eröffnung | Länge   |
| --------------- | -------------------------------------------------- | --------- | ------- |
| Expo Line       | Waterfront ↔ King George/Production Way–University | 1986      | 36,4 km |
| Millennium Line | VCC-Clark ↔ Lafarge Lake–Douglas                   | 2002      | 25,5 km |
| Canada Line     | Waterfront ↔ Richmond/YVR Airport                  | 2009      | 19,2 km |

Karte des SkyTrain-Netzes

Gleisplan mit Erweiterungen der Expo und Millennium Lines

Die Expo Line (dunkelblaue Linie) verbindet Waterfront, den ehemaligen Bahnhof der Canadian Pacific Railway (CPR), mit der Station King George in Surrey. Im Stadtzentrum verläuft die Strecke unterirdisch durch den Dunsmuir-Tunnel, der früher die transkontinentale Eisenbahnlinie der CPR mit dem Güterbahnhof am False Creek verband. Ab der Station Stadium-Chinatown ist die Strecke mit Ausnahme kurzer ebenerdiger Abschnitte aufgeständert. Nach New Westminster folgt ein kurzer Tunnel bis zur Station Columbia. Anschließend überquert die Strecke über die Skybridge den Fraser River und erreicht Surrey. Dort verläuft die Expo Line wiederum aufgeständert bis zur Endstation. Zwischen den Stationen Nanaimo und New Westminster verwendet die Expo Line die alte Trasse der 1954 stillgelegten Interurban (Überlandstraßenbahn) der British Columbia Electric Railway. 2016 übernahm die Expo Line die Strecke von Columbia bis Production Way-University von der Millennium Line, die seitdem die Evergreen Extension nach Nordosten nutzt.
Die Millennium Line (gelbe Linie) ist eine Ost-West-Linie. Bei Inbetriebnahme nutzte die Linie gemeinsam mit der Expo Line den Abschnitt zwischen Waterfront und Columbia. Dort zweigte sie in Richtung Norden ab und führte nach Lougheed Town Centre. Sie macht dort einen großen Schwenk in Richtung Westen und erschließt die nördlichen Stadtteile von Burnaby. Sie kreuzt dann bei der Station Commercial Drive die Expo Line und endet schließlich in der Station VCC–Clark. Der zentrale Abschnitt ist fast vollständig aufgeständert. 2016 ging die Evergreen Extension in Betrieb. Die 10,9 Kilometer lange Strecke zweigt beim Lougheed Town Centre nach Nordosten ab und führt bis Lafarge Lake-Douglas. Die Millennium Line wird seitdem nicht mehr auf die Strecke der Expo Line geführt, sondern nutzt diese Ast.
Die Canada Line (hellblaue Linie) beginnt am Bahnhof Waterfront und führt zunächst im Tunnel bis zum Marine Drive; die restliche Strecke ist aufgeständert oder ebenerdig, da in diesem Bereich der Boden für den Tunnelbau ungeeignet ist. Nach der Überquerung des Fraser River verzweigt sich die Strecke bei der Station Bridgeport. Ein Abzweig führt in das Stadtzentrum von Richmond, der andere zum Flughafen.

## Geschichte

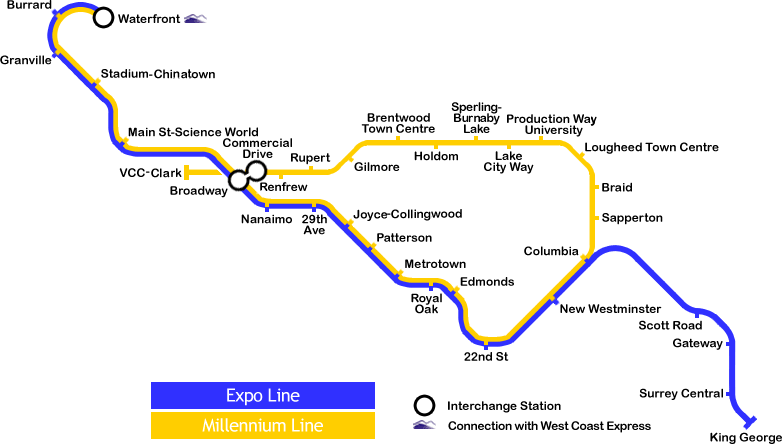
Netzplan (2006)

Erste elektrische Straßenbahnen verkehrten bereits 1890 in Vancouver, das Streckennetz dehnte sich in der Folge in die Vororte aus. Ab Mitte der 1950er Jahre wurde dieses jedoch komplett eingestellt und durch Diesel- und Oberleitungsbusse ersetzt. Die letzte Straßenbahn verkehrte 1958. Im Rahmen des Städtebauprojektes Project 58 entwarf der Architekt Wells Coates die Einschienenbahn Monospan Twin-Ride System. Dieser Entwurf wurde zwar nicht umgesetzt, jedoch in den 1980er Jahren wieder aufgegriffen. Im Jahr 1971 erschien der „Kelly-Report“, eine Verkehrsstudie für die Region Metro Vancouver, die unter anderem den Bau eines Nahverkehrsschienensystems empfahl. Der grundsätzliche Beschluss zum Bau eines schienengebundenen Verkehrsmittels fiel im Jahr 1975.

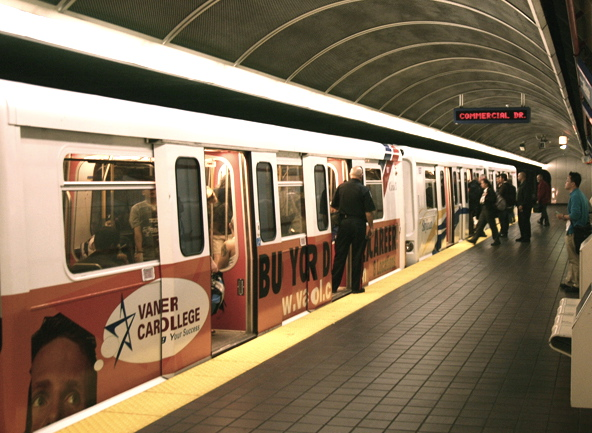
SkyTrain-Zug des Typs MK I in der unterirdischen Expo-Line-Station Granville

Vancouver erhielt 1980 den Zuschlag für die Ausrichtung der Weltausstellung Expo 86. Dies bewirkte eine Beschleunigung der Projektierungs- und Bauarbeiten, da das System bis 1986 betriebsbereit sein musste. Die British Columbia Rapid Transit Company (BC Transit) orientierte sich stark an vorhandenen Systemen auf dem europäischen Kontinent. Unter anderem wurden Gestaltungsmerkmale und -vorgehensweisen der Wiener U-Bahn übernommen. So ist beispielsweise das Eingangsgebäude und der Bahnsteig der Station Burrard von der österreichischen Architektengruppe U-Bahn gestaltet worden.
Rechtzeitig zur Weltausstellung war die Expo Line fertig und wurde am 3. Januar 1986 zwischen dem Bahnhof Waterfront und der Station New Westminster in Betrieb genommen. Im Juli gleichen Jahres begannen die Arbeiten für eine bereits im Mai 1984 beschlossene Verlängerung von New Westminster nach Scotts Road. Diese aus einem 0,3 km langen Tunnelstück und einer Viaduktstrecke von 2,2 km Länge bestehende Verlängerung befährt die Skybridge, eine Schrägseilbrücke über den Fraser River. Die Erweiterung wurde am 16. März 1990 in Betrieb genommen. Im gleichen Jahr begannen die Bauarbeiten für eine weitere Verlängerung der Expo Line. Eine vier Kilometer lange Strecke mit drei Bahnhöfen von Scott Road bis King George wurde am 28. März 1994 für den Verkehr freigegeben.

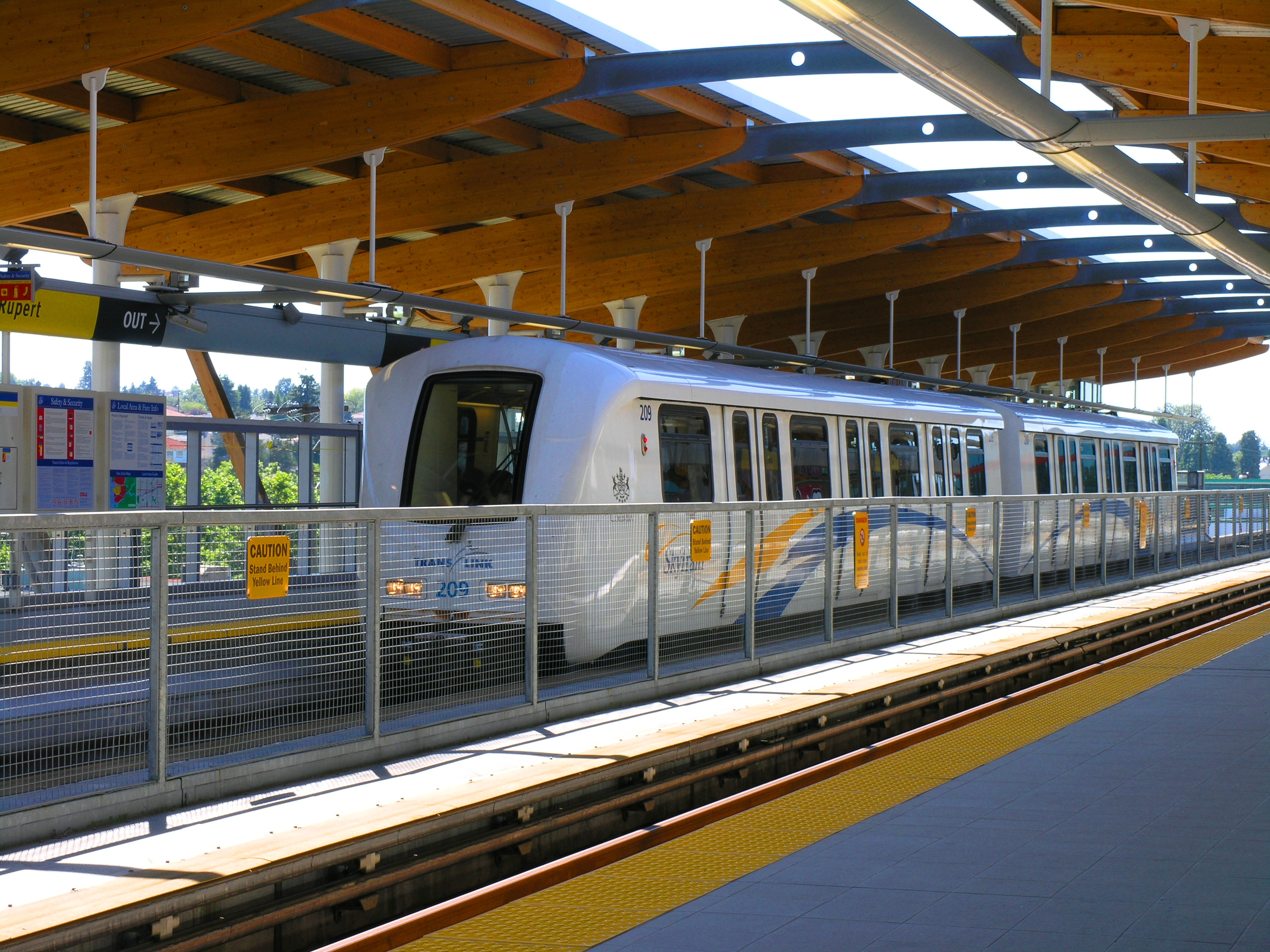
Gelenkfahrzeug der Bauart MK II der Millennium Line in der Station Rupert

Erste Überlegungen für die Millennium Line gab es im Jahr 1996 im „GVRD’s Livable Region Strategic Plan“, der feststellte, dass im Korridor Lougheed –Broadway erhebliche Verkehrsströme vorliegen, die nicht durch Diesel- beziehungsweise O-Busse vollends aufgefangen werden konnten. Nur eine weitere Linie des SkyTrain war diesem Verkehrsaufkommen gewachsen. Den im Jahr 1998 von der Regierung der Provinz British Columbia ausgeschriebenen Wettbewerb gewann eine eigens zu diesem Zweck gegründete Tochtergesellschaft des SkyTrain-Betreibers TransLink, Rapid Transit Project 2000 Ltd (RTP 2000). Zum Bau der Linie gehörte auch die Neubeschaffung von 60 Zügen des Typs MK II von Bombardier.
Die Bauarbeiten für die Millennium Line begannen am 14. Oktober 1999. Der erste Abschnitt zwischen Columbia und Braid wurde nach einigen Verzögerungen am 5. Januar 2002 eröffnet. Etwas mehr als ein halbes Jahr später, am 31. August 2002, ging der Abschnitt zwischen Braid und Commercial Drive in Betrieb. Am 6. Januar 2006 folgte die Verlängerung zwischen Commercial Drive und VCC–Clark.
1995 begannen die Planungen für eine dritte Strecke, die Canada Line. Die endgültige Entscheidung zum Bau der Strecke fiel Ende 2004, die Bauarbeiten begannen im Oktober 2005. Zunächst war die Eröffnung für den 30. November 2009 geplant, dieser Termin konnte jedoch auf den 17. August 2009 vorgezogen werden. Der Bau der Strecke erfolgte mit einem Public-Private Partnership.
Im Dezember 2016 erfolgte die Fertigstellung der 10,9 km langen Evergreen Extension. Sie führt von der Station Lougheed Town Centre in Burnaby über Port Moody nach Coquitlam. Entgegen den ersten Planungen, die vorsahen, die Strecke als Stadtbahn auszuführen, wurde die Strecke mit den gleichen Parametern wie die Millennium- und Expo-Linie gebaut. Nach Eröffnung wurden die beiden Linien neu organisiert: Die Evergreen Extension bildet nun den Ostast der Millennium Line, während die Expo Line die Strecke zwischen Columbia und Lougheed Town Centre von der Millennium Line übernahm.

## Fahrzeuge

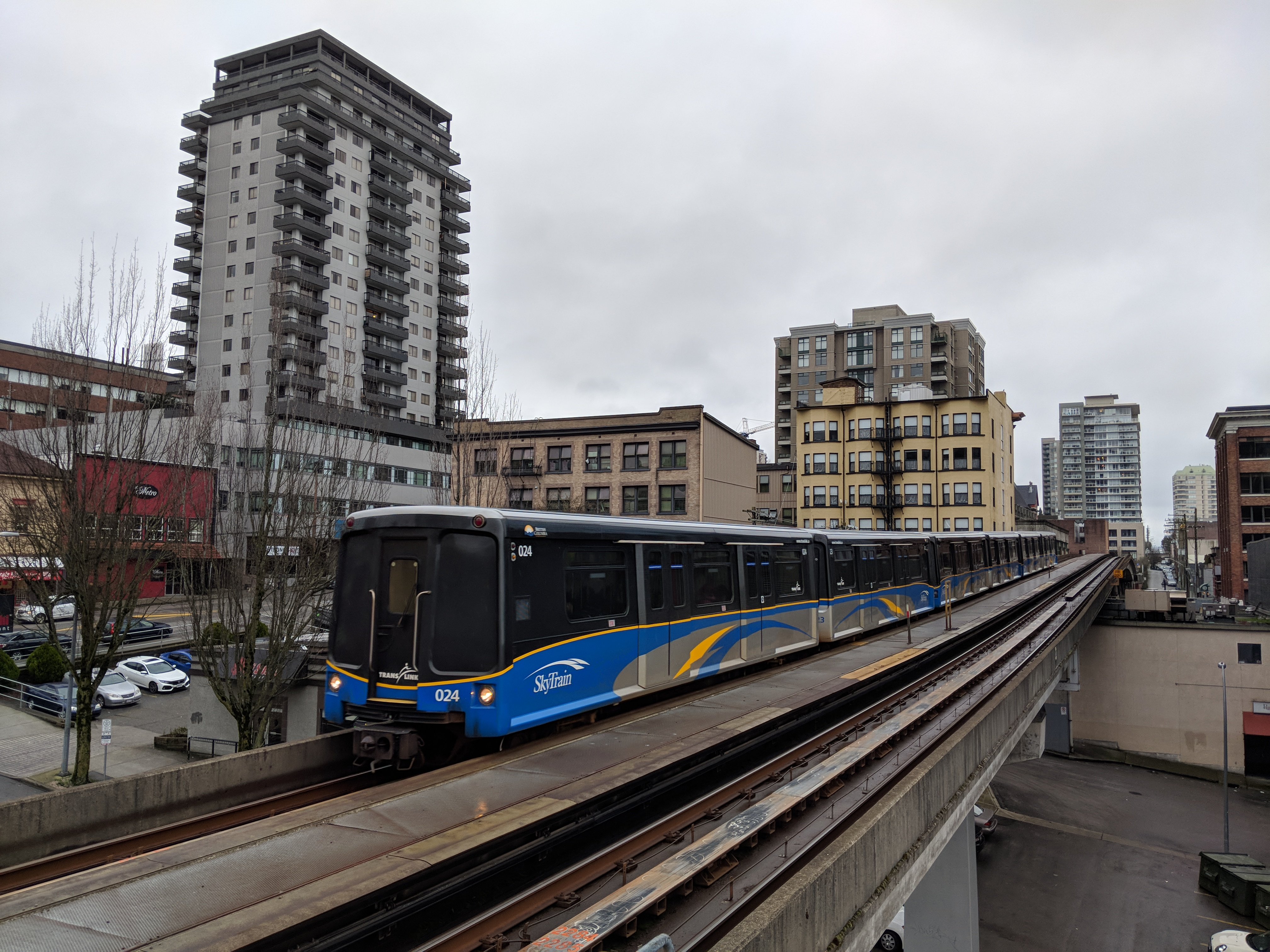
Sechs-Wagen-Zug des Typs MK I in aktueller Farbgebung in New Westminster

Auf der Expo Line kamen ursprünglich nur die 12 Meter langen ICTS-Wagen MK I/Mark I (Intermediate Capacity Transit System) zum Einsatz. Diese sind ähnlich jenen auf der Scarborough-Linie in Toronto und dem Detroit People Mover in Detroit eingesetzten Fahrzeugen des Systems Advanced Rapid Transit. Für die Millennium Line baute Bombardier Transportation neue 18-Meter-Gelenkzüge vom Typ MK II/Mark II, baugleich mit denen des Nahverkehrssystems in Kuala Lumpur.
Die Züge beider Modelle verkehren als Doppeltriebwagen (also sind entweder zwei Wagen vom Typ MK I oder eine Einheit des MK II dauerhaft zusammengekoppelt). Für das Modell MK II existieren auch zusätzliche Mittelwagen, die aber nur sehr selten zum Einsatz kommen. In der Regel verkehrt der SkyTrain mit Zügen aus jeweils zwei Doppeltriebwagen, insgesamt also vier Wagen. Die Züge der unterschiedlichen Baureihen werden nicht gemischt betrieben. In Nebenverkehrszeiten kommen kurze Zwei-Wagen-Züge, zu Hauptverkehrszeiten oder bei Veranstaltungen auch Einheiten aus sechs Wagen zum Einsatz. Die Wagen vom Typ MK I werden derzeit in erster Linie als Verstärker zu Spitzenzeiten verwendet. Derzeit gibt es insgesamt 150 MK-I- und 60 MK-II-Fahrzeuge.
Der Betreiber Translink bestellte im November 2006 34 MK-II-Fahrzeuge mit einem Vertragsvolumen von etwa 77 Millionen Euro und löste im Mai 2008 eine Option über 14 weitere Fahrzeuge ein. Die Produktion übernahmen die Bombardier-Werke in Ciudad Sahagún, Mexiko und Thunder Bay in Ontario. Im Jahr 2009 wurden die 48 MK-II-Fahrzeuge geliefert.
Zur Kapazitätsausweitung bestellte Translink eine dritte Generation (Mark III) von Linearmotorzügen bei Bombardier. Die Züge sind eine Weiterentwicklung der zuvor gelieferten Fahrzeuge und werden von Bombardier zur Produktfamilie Innovia Metro 300 gerechnet. Sie bestehen aus vier, etwa 17 Meter langen Wagen und sind durchgängig begehbar. 84 Wagen wurden zwischen 2016 und 2020 beschafft.
Im Dezember 2020 bestellte Translink 41 Fünfwagenzüge (205 Wagen) bei Bombardier (inzwischen Teil von Alstom). Die Fahrzeuge erhielten die Bezeichnung Mark V. Die ersten Züge gingen 2025 in Betrieb. Weitere 6 Züge wurden nachbestellt. Die Beschaffung der Mark V erfolgte wegen Fahrgaststeigerungen und den Neubauabschnitten nach Langley und Arbutus. 
| Zugtyp   | Hersteller    | Anzahl | Baujahre  | Wagen | Länge  | Antrieb     | Einsatz                    |
| -------- | ------------- | ------ | --------- | ----- | ------ | ----------- | -------------------------- |
| Mark I   | UTDC          | 150    | 1984–1995 |       | 12,7 m | Linearmotor | Expo Line                  |
| Mark II  | Bombardier    | 60     | 2000–2010 | 2     | 18 m   | Linearmotor | Expo Line, Millennium Line |
| Mark III | Bombardier    | 84     | 2016–2020 |       |        | Linearmotor |                            |
|          | Hyundai Rotem | 64     | 2009–2020 |       |        |             | Canada Line                |
| Mark V   | Alstom        | 47     |           | 5     |        | Linearmotor |                            |

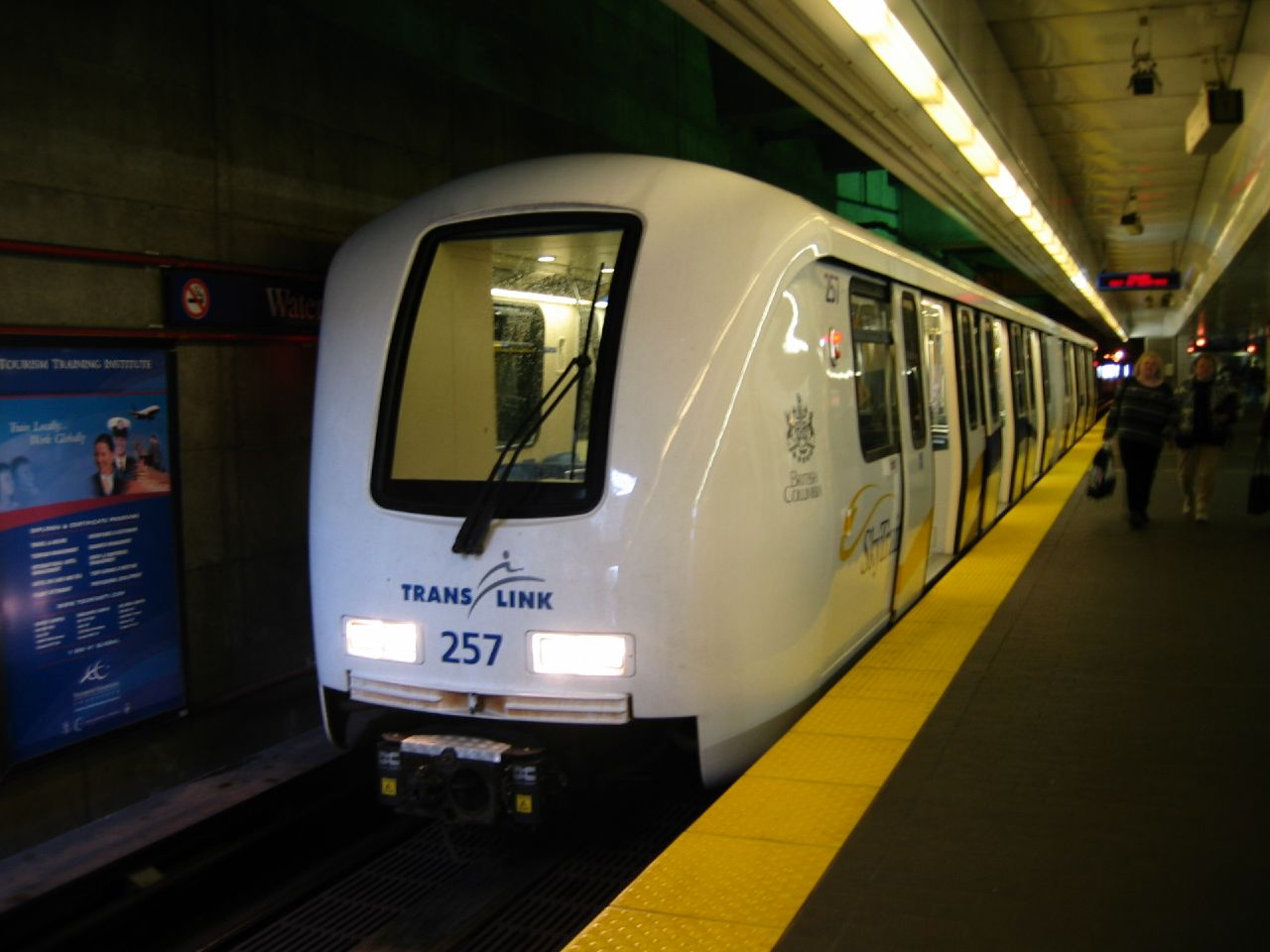
Zugtyp MK II im Bahnhof Waterfront
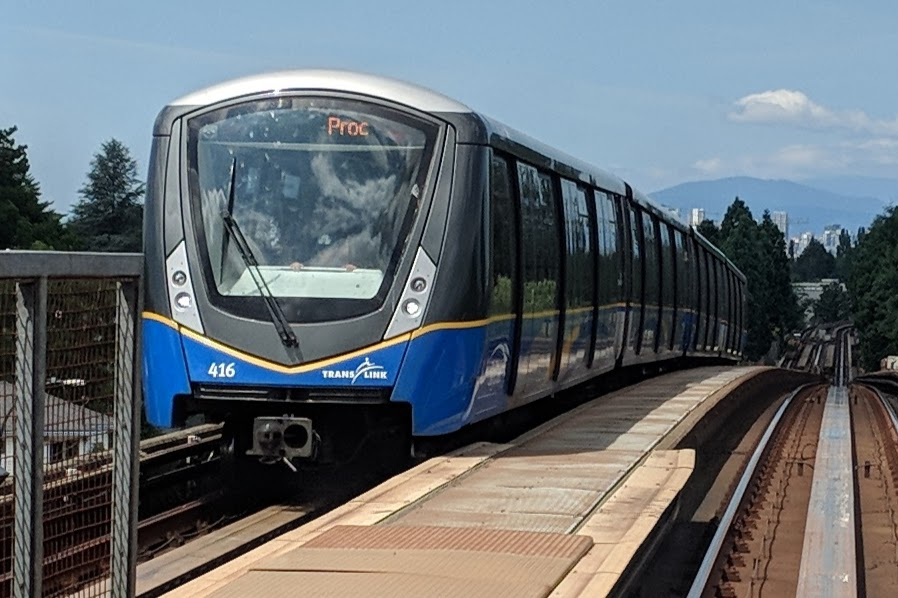
MK III nahe der Station Nanaimo der Expo Line
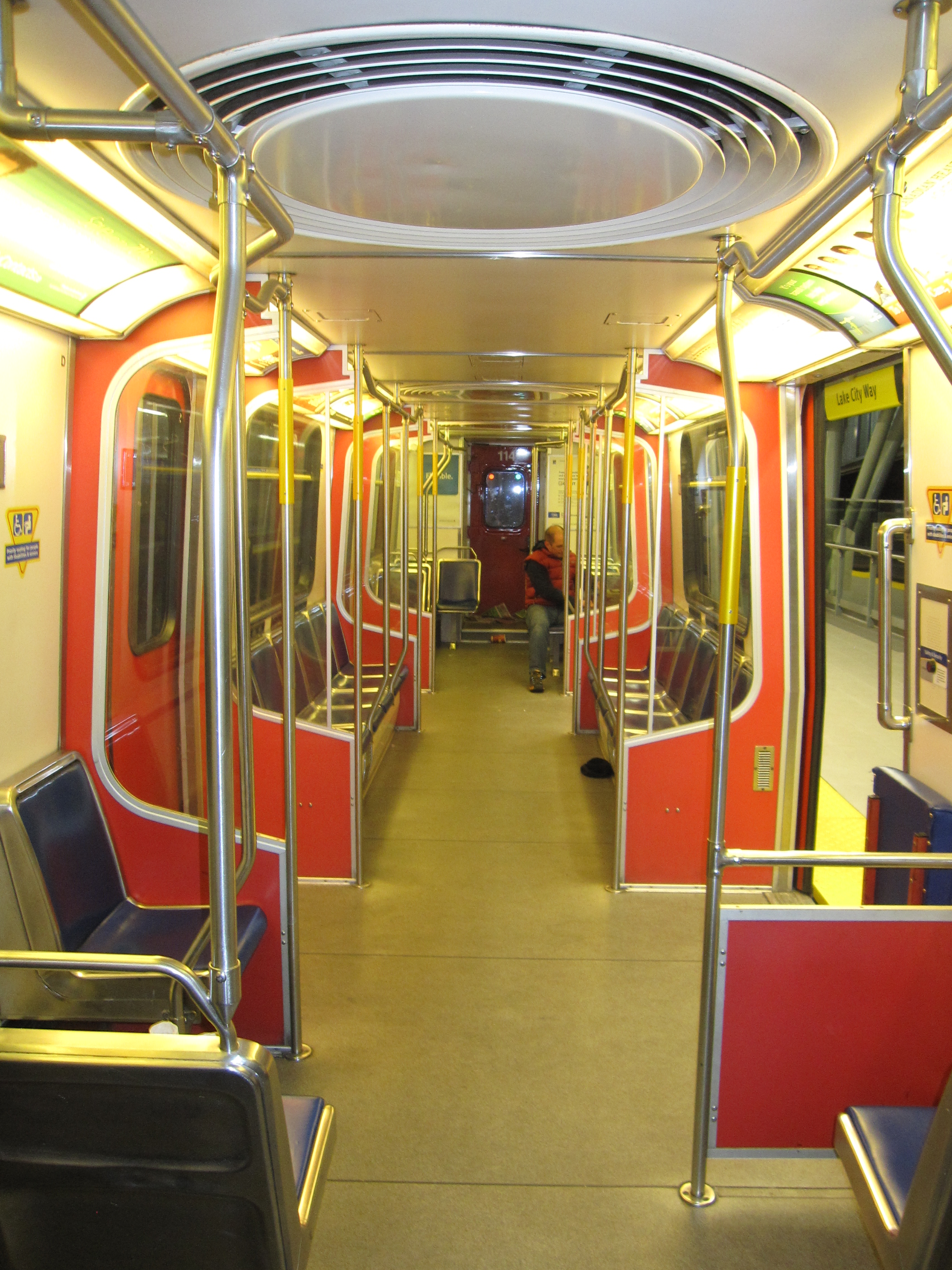
Fahrgastraum eines MK I
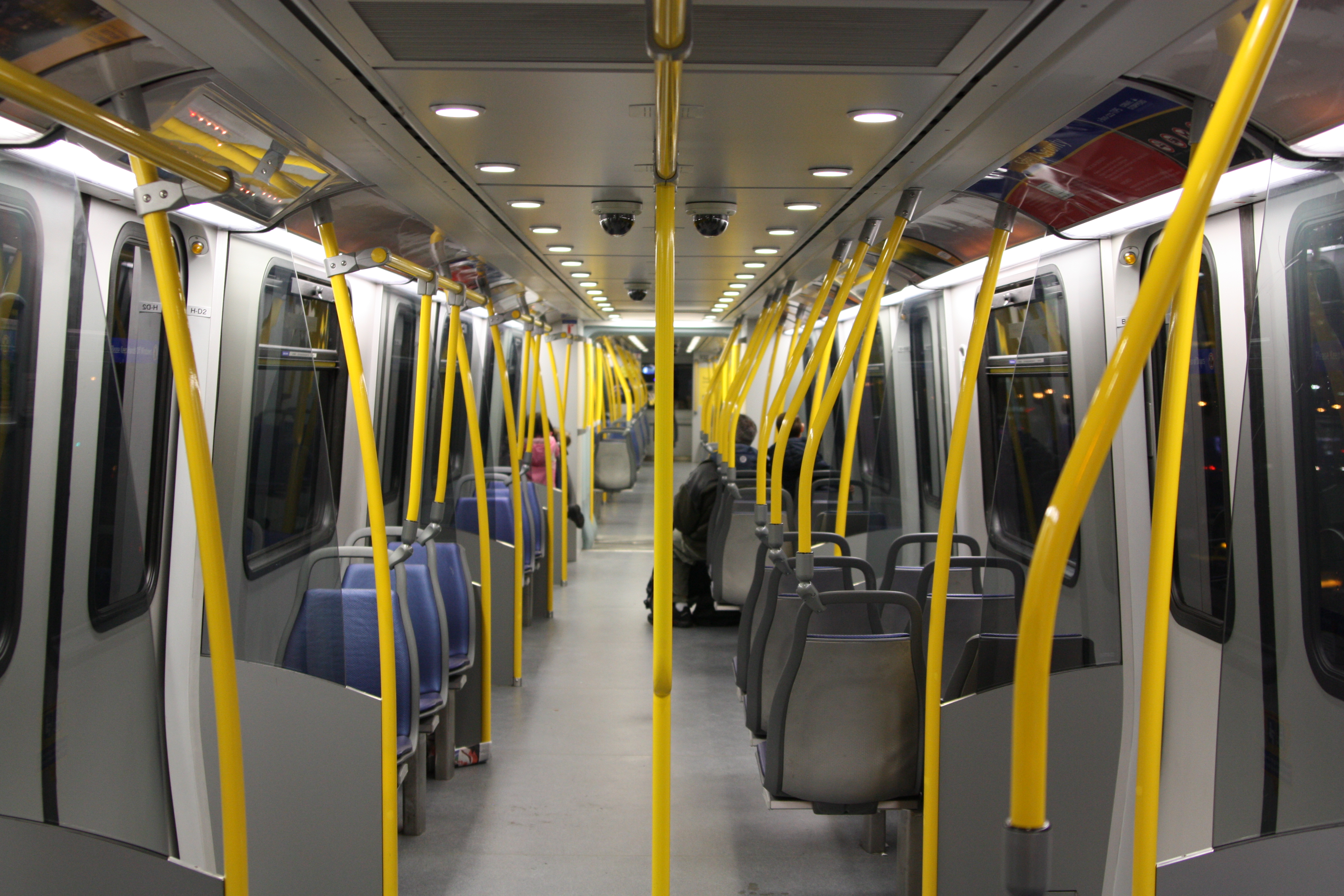
Innenraum eines Gelenkfahrzeugs MK II
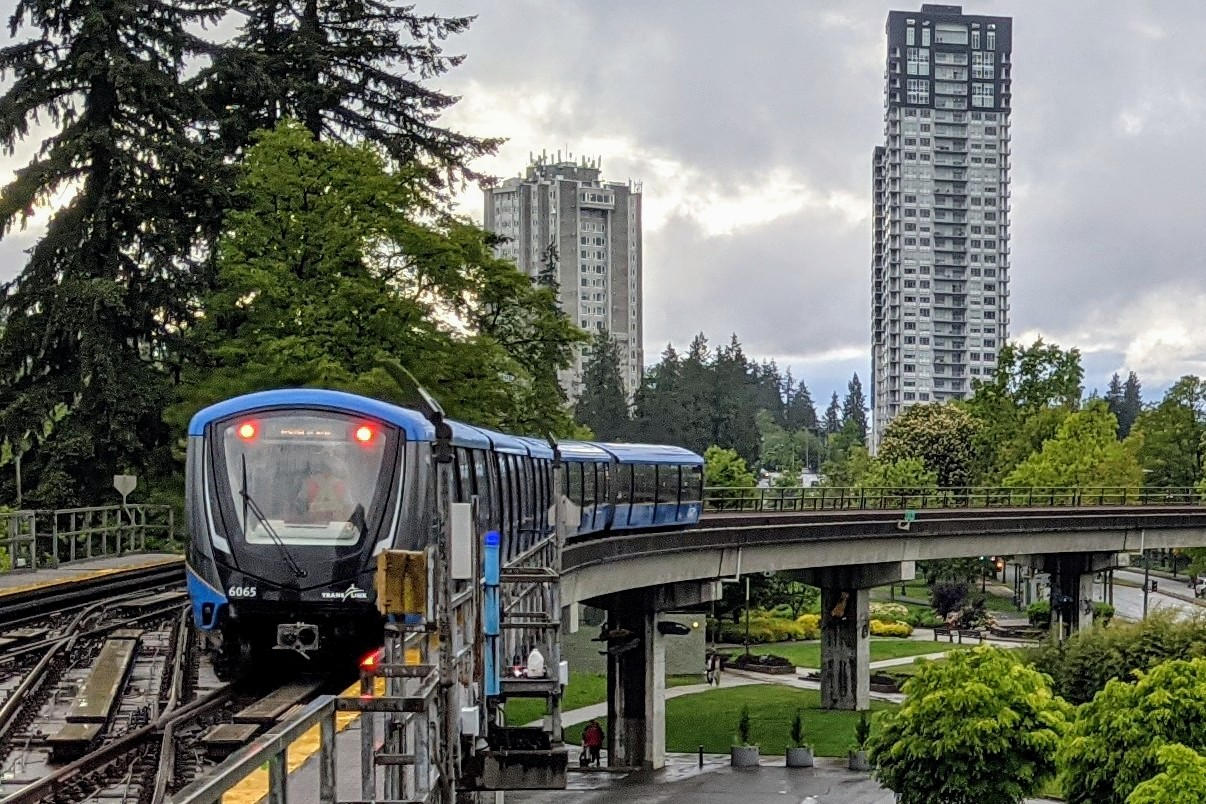
Mark V